# Phoenix Ancient Art
Pour les articles homonymes, voir Phénix (homonymie).
Phoenix Ancient Art, situé à Genève et à New York, est un antiquaire de deuxième génération spécialisé dans l'art antique grec et romain.[1] Ses œuvres d'art ont été achetées par des collectionneurs privés d'art et d'antiquités ainsi que par des musées tels que le Metropolitan Museum of Art de New York et le musée du Louvre à Paris. Ils ont historiquement fait le commerce d'antiquités issues de l'art sumérien et des traditions artistiques de la Rome antique, ainsi que des civilisations grecques et égyptiennes antiques. 

## Collections remarquables
Phoenix Ancient Art a facilité de nombreuses acquisitions d'objets d'art antiques de référence dans les musées.
Les ventes et provenances notables de Phoenix comprennent :
- L'Apollon Sauroctonos, également connu sous le nom de Tueur de lézards ou de pythons, actuellement attribué à Praxitèle, au Cleveland Museum of Art[2]
- Buste d'Isis de la 25e dynastie (750-656 av. J.-C.) en Égypte, et Aryballos sous la forme d'un buste féminin, début du 6e siècle av. J.-C., tous deux au Princeton Museum of Art[3][4]
- Ka-Nefer-Nefer au Musée d'Art de Saint-Louis
- Statue en bronze d'un homme, vers 1900 milieu du IIe au Ier siècle av. J.-C., grec[5] et relief en marbre à deux faces, Ier siècle apr. J.-C., romain, Metropolitan Museum of Art[6]
- Idole oculaire (plus grande), fin du IVe millénaire av. J.-C., pierre, Yale University Art Gallery[7]
- Collection privée du biologiste moléculaire de l'université de Harvard et lauréat du prix Nobel Walter Gilbert[8]
- L'homme vêtu d'une toge romaine, appelé « l'orateur » au Louvre Abu Dhabi[9]
- Amphore étrusque attribuée au groupe de l'Ivy League à l'Art Institute of Chicago[10]
- Buste d'une matrone flavienne au musée d'art de Tolède[11]
- Tête romaine en marbre du pseudo-Sénèque/Hésiode au musée J. Paul Getty[12]
- Amphore attique à figures noires avec une scène de l'Iliade attribuée au peintre Hattatt au musée des beaux-arts de Houston[13]
- Relief de Ramsès II au Musée Miho[14]

## Contexte

### Histoire de la famille
Phoenix Ancient Art a été fondée par l'homme d'affaires libanais Sleiman Aboutaam en 1968[15] et constituée en société en 1995. L'entreprise a continué sous la direction de son fils, Ali Aboutaam, et son fils, Hicham Aboutaam, possède sa propre galerie basée à New York, Electrum.[16][15]
Ali et Hicham sont nés à Beyrouth respectivement en 1965 et 1967. Dans les années 1980, au plus fort de la guerre civile libanaise, Ali a été kidnappé par un gang syrien et retenu en otage jusqu'à ce que Sleiman obtienne sa libération.[17] Après l'incident, la famille (Sleiman, Souad, les garçons et leur sœur Noura) a déménagé à Genève, en Suisse, où se trouve aujourd'hui Phoenix Ancient Art.
Au début des années 90, les jeunes hommes ont acquis une formidable réputation d'acheteurs. Surnommés « Tall and Taller » par la haute société (comme ceux qui assistaient aux événements avec le collectionneur d'art Leon Levy et sa femme Shelby White), ils étaient à la fois l'objet de crainte et d'admiration de leurs collègues du secteur.[18]
En 1998, les frères ont pris le contrôle de l'entreprise familiale. La reprise aurait été une succession naturelle, mais elle a été marquée par la perte soudaine de Sleiman et Souad sur le vol 111 de Swissair.[19] La résilience démontrée par Hicham et Ali a été stupéfiante et s'est avérée importante à travers les marées changeantes du marché des antiquités.
En 2023, après une enquête et une procédure qui ont duré sept ans, le président et cofondateur de l'époque, Ali Aboutaam, a conclu un accord de plaidoyer. Selon un communiqué de ses avocats, « quelques dizaines d’objets », sur les 15 000 examinés, ont été « documentés en deçà des exigences légales ou restitués par notre client, de sa propre initiative, au motif qu’ils auraient pu être obtenus, par la personne qui les a mis sur le marché, mais à son insu, de manière contraire à la loi ». Aboutaam a pris sa retraite il y a deux ans de la galerie « pour se consacrer à la création d’une fondation », explique son cofondateur et frère, Hicham Aboutaam, aujourd’hui président de Phoenix Ancient Art. « Nous opérons publiquement et en toute transparence dans les endroits les plus stricts au monde [pour les antiquités], New York et Genève, ce qui rassure nos acheteurs. »[20]

## Événements
En avril 2009, Phoenix Ancient Art a lancé e-Tiquities.com, une plateforme de commerce électronique pour une large gamme d’œuvres d’art, comprenant également des bijoux, des figurines, des amulettes, des sculptures et des poteries provenant de régions aussi diverses que la Grèce et la Rome antiques, Byzance, l’Égypte, le Proche-Orient et le monde islamique.[21][22]
Début 2014, Phoenix Ancient Art a ouvert une deuxième galerie à Genève appelée « Phoenix Ancient Art Young Collectors », un espace de galerie unique qui expose une grande variété d’objets du 6e millénaire avant J.-C. au 14e siècle après J.-C.[23][24]
Le 12 juin 2019, Phoenix Ancient Art a ouvert une nouvelle galerie à Bruxelles.[25]

## Foires et expositions
Phoenix Ancient Art participe à de nombreuses foires internationales, telles que la Biennale des Antiquaires (Paris), la Brussels Antiques and Fine Art Fair BRAFA (Bruxelles), l'International Fine Art and Antiques Show (New York City),[16] le PAD (Londres), la Point Art Fine Art Fair (Monaco), le Salon Art + Design (New York),[26] la Spring Masters Fair (New York),[27] la TEFAF (New York),[28] et en 2024, ils ont participé à la Treasure House Fair (Londres).[29] Ils organisent également des événements thématiques locaux dans leurs galeries plusieurs fois par an, accompagnés de leurs publications de galerie, notamment :
- Crystal, éditions à couverture rigide[30]
- Éditions à couverture souple[31][32][33]
- L'œil du peintre : l'art de la céramique grecque[34]
- Guerrier : armes et armures antiques[35]
- Faïences[36]
- Monstres fabuleux[37]
- L'or grec et romain[38]
- Senteurs et flammes sacrées du monde antique[39]
- L'art des deux terres : l'Égypte de 4000 av. J.-C. à 1000 apr. J.-C.[40]
- Argos - le chien dans l'Antiquité[41]
- Les exotiques du monde classique[42]
- Alexandre le Grand et son monde[43]

## Lectures complémentaires
- POWER GAME CHANGERS 2014
- La Biennale des antiquaires vu par le dessinateur François Avril
- A Little Bit of Everything in One Place
- http://www.bilan.ch/etienne-dumont/courants-dart/geneve-splendeurs-antiques-chez-phoenix « https://web.archive.org/web/20140830065042/http://www.bilan.ch/etienne-dumont/courants-dart/geneve-splendeurs-antiques-chez-phoenix »(Archive.org • Wikiwix • Archive.is • Google • Que faire ?), 30 août 2014
- Erfolgreiche Stilmischung in Brüssel
- Museum Defends Antiquities Collecting
- http://archives.tdg.ch/phoenix-presente-geneve-temoignages-antiquite-2011-04-15Le+modèle++doit+être+remplacé+par++selon+la+syntaxe+suivante+:++(syntaxe+de+base)Le+paramètre+url+est+obligatoire,+titre+facultatif.+Le+modèle++est+compatible+avec++:+il+suffit+de+remplacer+l’un+par+l’autre.
- Phoenix Ancient Art and the Aboutaams in Hot Water Again,
- The new darlings of the art market are ancient artifacts. It's a wild, high-stakes game with a shady past. Playing it could make you rich - or get you arrested., Really Old Money, October 23, 2008.
- "New York Times" article "Do You Know Where That Art Has Been' by Ron Stodghil
- NBC News

Le modèle {{dead link}} doit être remplacé par {{lien brisé}} selon la syntaxe suivante : 

{{ lien brisé | url = http://example.com | titre = Un exemple }} (syntaxe de base)

Le paramètre url est obligatoire, titre facultatif. 

Le modèle {{lien brisé}} est compatible avec {{lien web}} : il suffit de remplacer l’un par l’autre.
the Rich Spend During a Down Economy," quoting Mr. Aboutaam
- Article in Forbes Magazine: "Ancient History for Sale", by Carrie Coolidge. The article also presents a photographic slideshow of antiquities from Phoenix Ancient Art.
- "BusinessWeek" article "Antiquities to grow old with"
- Looted Statue Returned to Iraq But Won't See the Light For Some Time  The article reports how Hicham Aboutaam, Interpol, and ICE, successfully recovered the famous stolen statue of Entemena, which is "on the FBI top 10 list of art heists."
- "Financial Times" article "Antiquities Weather the Market" FT article featuring the new era in the antiquities trade, Phoenix Ancient Art and a major Egyptian head of queen]
- "ArtNet" article "New Leaf for Aboutaams"
- "New York Sun" article: "Antiquities Dealers Suddenly Emerge into the Sunlight" Article where Hicham Aboutaam discusses the changing scrutiny in the antiquities business
- New York Court Declines to Take Up Appeal in Libel Case Against Dow Jones "Richard Emery, a lawyer for Mr. Aboutaam, said: “It is a travesty that The Wall Street Journal got away with a false, racist article that destroyed my client’s business.”